# See You on the Other Side
See You on the Other Side je sedmé studiové album od americké Alternative metalové kapely KoRn vydané 6. prosince 2005. Je to první studiová deska, na které nespolupracuje Brian Head Welch a rovněž poslední s účastí bubeníka Davida Silveria.
CD se umisťuje v Billboard 200 na 3. místě a zůstalo v Top 100 po 34 týdnů, ovšem v zahraničních hitparádách nemá tak dobré pozice jako předešlé Take a Look In the Mirror. První týden se prodalo 221 000 kusů desek, přičemž ve Spojených státech je 1× platinová (více než 1 milion prodaných kopií) a celosvětově prodeje činí nejméně 2 miliony nahrávek.
Na albu je v největší míře zastoupen alternative metal a nu metal zde figuruje jen jako doplňkový styl. Jonathan Davis komentoval desku jako velice experimentální a obával se, že lidé See You on the Other Side odmítnou. Na druhou stranu, většina kritiků hodnotila CD kladně a považovali jej za důkaz stále trvájícího charisma skupiny.
See You on the Other Side obsahuje tři singly s názvem Twisted Transistor, Coming Undone a Politics. První dvě zmiňované písně se umisťují v hitparádách na skvělých místech, což však nemůžeme říci o songu Politics. Všechny singly mají svá oficiální videa.

## Seznam skladeb
1. Twisted Transistor – 4:12 Videoklip
2. Politics – 3:17 Videoklip
3. Hypocrites – 3:50
4. Souvenir – 3:50
5. 10 Or A 2-Way – 4:41
6. Throw Me Away – 4:41
7. Love Song – 4:19
8. Open Up – 6:15
9. Coming Undone – 3:20 Videoklip
10. Getting Off – 3:25
11. Liar – 4:14
12. For No One – 3:37
13. Seen It All – 6:20
14. Tearjerker - 5:05

- Pozdější kopie měly délku písně Twisted Transistor pouze 3:08, zbývající 1:04 se použilo jako mezera mezi písněmi.

### Bonus disc
1. It's Me Again – 3:35
2. Eaten Up Inside – 3:18
3. Last Legal Drug (Le Petit Mort) – 5:15
4. Twisted Transistor (Dante Ross Mix) – 3:29
5. Twisted Transistor (Dummies Club Mix) – 7:53
  - Multimedia tracks: Twisted Transistor a Hypocrites (živě, nahráno v Moskvě, Rusku 22. září, 2005)

### B-sides
1. Too Late I'm Dead - 3:27
2. Inside Out - 3:25
3. Appears - 3:00

## Hitparády

### Album
| Rok  | Hitparáda       | Umístění |
| ---- | --------------- | -------- |
| 2005 | Billboard 200   | 3        |
| 2005 | UK Albums Chart | 71       |

### Singly
| Rok  | Single                                                 | Hitparáda              | Umístění |
| ---- | ------------------------------------------------------ | ---------------------- | -------- |
| 2005 | Twisted Transistor                                     | Modern Rock Tracks     | 9        |
| 2005 | Twisted Transistor                                     | Mainstream Rock Tracks | 3        |
| 2005 | Twisted Transistor                                     | Hot 100 Singles        | 64       |
| 2005 | Twisted Transistor                                     | Pop 100                | 63       |
| 2005 | Twisted Transistor (E. Kupper/J. Harris/Dummies Mixes) | Hot Dance Club Play    | 24       |
| 2006 | Coming Undone                                          | Modern Rock Tracks     | 14       |
| 2006 | Coming Undone                                          | Mainstream Rock Tracks | 4        |
| 2006 | Coming Undone                                          | Hot 100 Singles        | 79       |
| 2006 | Coming Undone                                          | Pop 100                | 74       |
| 2006 | Coming Undone (RVH Club Mix)                           | Hot Dance Club Play    | 29       |
| 2006 | Politics                                               | Mainstream Rock Tracks | 18       |
| 2006 | Politics                                               | Hot Dance Club Play    | 20       |

## Obsazení
Korn
- Jonathan Davis – vokály, dudy
- J. „Munky" Shaffer – elektrická kytara
- Fieldy – basová kytara
- David Silveria – bicí